# 石崎琴美
石崎 琴美（いしざき ことみ、1979年1月4日 - ）は、日本の女子カーリング選手。2022年北京オリンピック銀メダリスト。この大会において、葛西紀明の記録を破り、日本における冬季オリンピック最年長メダリストとなった。

## 人物
北海道旭川市生まれ、帯広市育ち。帯広市立帯広南商業高等学校卒業。身長166cm。体重54kg。右利き。2002年ソルトレークシティオリンピック、2010年バンクーバーオリンピック、2022年北京オリンピックカーリング競技女子日本代表。

## 来歴
- 1997年、帯広市立帯広南商業高等学校卒業後、帯広市の東光舗道株式会社に入社。同社カーリング部にて競技を始める[2]。チームメイトには後にともにチーム青森の一員となる青田しのぶがいた。
- 東光舗道在籍のまま[3][4]、青田、岡崎ゆかりとともに北見市の「河西建設」に参加。会社が設立したプレハブ式カーリング場で当時近所に住む幼稚園児だった藤澤五月と出会っている[2]。同チームで日本選手権優勝、日本代表などを経験[1]。
- 2000年2月、第17回日本カーリング選手権優勝。（河西建設女子）
- 2002年2月、ソルトレイクシティ冬季オリンピック出場（リザーブ）。最終順位は8位。
- 2003年2月、第20回日本カーリング選手権優勝。（河西建設女子）

2007年
- 9月、体調不良を理由に休養に入った「チーム青森」のリード、寺田桜子の代理として同チームへ加入[5]。
- 同年11月、第17回パシフィックカーリング選手権出場。最終順位は2位。 なお2試合総当たり戦終了時の成績は7勝1敗で中国チームと1位タイであった。そのため事前に行われた[6]、両チーム各4人がストーンを投げ、ハウスの中心までの合計距離を競う「チームドロー」の結果により順位が決定[7]、日本チーム（=「チーム青森」）は同選手権2位となった。その後、同選手権ルールにより[8]同3位の韓国チームと世界選手権出場チーム決定戦を行い、これに勝利。日本女子チームの第30回世界女子カーリング選手権（2008年開催）への出場権を獲得した[9]。
- 12月、寺田桜子の脱退に伴い、「チーム青森」に正式加入[10]。

2008年
- 2月、第25回日本カーリング選手権優勝。同年3月に開催される第30回世界女子カーリング選手権の代表権を獲得した[11]。
- 2月、軽井沢国際カーリング選手権大会2008出場。準優勝[12]
- 3月、第30回世界女子カーリング選手権出場。最終順位は4位[13]。
- 6月、所属先を青森県協会から木浪学園へ変更[14]。

2013年
- 5月1日、チーム青森を離脱することが判明[15]。

2015年
札幌カーリング協会理事、日本カーリング協会指導普及委員、所属は松田整形外科記念病院（職位は職員）となる。
2020年
- 9月7日、以前から本橋麻里の産休中などにメンバーとして参加していたロコ・ソラーレに正式加入することが発表された（ポジションはフィフス）[16]。

2021年
- 12月17日、ロコ・ソラーレがオランダのレーワルデンで行われた北京オリンピック世界最終予選、プレーオフにおいて韓国に勝利し２大会連続のオリンピック出場が決定する。石崎にとって、12年振りのオリンピック出場となる。[17]。

2022年
- 2月20日、北京オリンピックにて銀メダル獲得。冬季オリンピックにおける日本最年長メダリストとなる。[18]。

2023年
- 2023年1月のグランドスラム・カナディアンオープンで、アジアのチームとして史上初となるグランドスラム優勝を果たした[19]。
- 2023年2月の日本選手権で優勝し、ロコ・ソラーレとして初の連覇を達成した[20]。

2024年
- 5月22日、ロコ・ソラーレから離脱することをチームを通して発表した[21]。今後については明らかにされていない[21]。

## チーム

### 4人制女子
| シーズン | スキップ   | サード     | セカンド   | リード     | リザーブ   | 主な大会                               |
| -------- | ---------- | ---------- | ---------- | ---------- | ---------- | -------------------------------------- |
| 1999–00  | 湊谷絵梨子 | 青田しのぶ | 藤原恵美   | 岡崎ゆかり | 石崎琴美   | JCC 2000                               |
| 1999–00  | 岡崎ゆかり | 藤原恵美   | 青田しのぶ | 湊谷絵梨子 | 石崎琴美   | WWCC 2000                              |
| 2000–01  | 岡崎ゆかり | 藤原恵美   | 青田しのぶ | 湊谷絵梨子 | 石崎琴美   | PCC 2000,JCC 2001                      |
| 2001–02  | 加藤章子   | 林弓枝     | 小仲美香   | 小野寺歩   | 石崎琴美   | OG 2002                                |
| 2001–02  | 青田しのぶ | 岡崎ゆかり | 湊谷絵梨子 | 石崎琴美   | 辻井里美   | JCC 2002                               |
| 2002–03  | 青田しのぶ | 岡崎ゆかり | 湊谷絵梨子 | 石崎琴美   | 辻井里美   | PCC 2002,JCC 2003,WWCC 2003            |
| 2003-04  | 青田しのぶ | 岡崎ゆかり | 湊谷絵梨子 | 石崎琴美   | 本橋麻里   | PCC 2003,JCC 2004,WWCC 2004            |
| 2004–05  | 青田しのぶ | 岡崎ゆかり | 湊谷絵梨子 | 石崎琴美   |            | JCC 2005                               |
| 2007-08  | 目黒萌絵   | 本橋麻里   | 山浦麻葉   | 石崎琴美   | 近江谷杏菜 | PCC 2007, WWCC 2008                    |
| 2008-09  | 目黒萌絵   | 本橋麻里   | 山浦麻葉   | 石崎琴美   | 近江谷杏菜 | PCC 2008                               |
| 2009-10  | 目黒萌絵   | 近江谷杏菜 | 本橋麻里   | 石崎琴美   | 山浦麻葉   | PCC 2009, OG 2010, WWCC 2010           |
| 2010–11  | 山浦麻葉   | 青田しのぶ | 近江谷杏菜 | 石崎琴美   | 齋藤菜月   | PCC 2010                               |
| 2010–11  | 青田しのぶ | 山浦麻葉   | 近江谷杏菜 | 石崎琴美   |            | JCC 2011                               |
| 2011–12  | 青田しのぶ | 山浦麻葉   | 近江谷杏菜 | 石崎琴美   | 桜田朱恵李 | JCC 2012                               |
| 2012–13  | 青田しのぶ | 近江谷杏菜 | 齋藤菜月   | 石崎琴美   | 近江谷七海 | JCC 2013                               |
| 2015–16  | 藤澤五月   | 吉田知那美 | 鈴木夕湖   | 吉田夕梨花 | 石崎琴美   | PACC 2015                              |
| 2018–19  | 藤澤五月   | 吉田知那美 | 鈴木夕湖   | 吉田夕梨花 | 石崎琴美   | PACC 2018                              |
| 2020–21  | 藤澤五月   | 吉田知那美 | 鈴木夕湖   | 吉田夕梨花 | 石崎琴美   | JCC 2021                               |
| 2021–22  | 藤澤五月   | 吉田知那美 | 鈴木夕湖   | 吉田夕梨花 | 石崎琴美   | JOCT 2021, OQE 2021, OG 2022, JCC 2022 |
| 2022–23  | 藤澤五月   | 吉田知那美 | 鈴木夕湖   | 吉田夕梨花 | 石崎琴美   | PCCC2022, JCC 2023                     |
| 2023–24  | 藤澤五月   | 吉田知那美 | 鈴木夕湖   | 吉田夕梨花 | 石崎琴美   | JCC 2024                               |

## 主な成績
2000年
第22回世界女子カーリング選手権（スコットランド グラスゴー）：9位 - リザーブ
第10回パシフィックカーリング選手権（カナダ クオーリーカムビーチ）：優勝 - リザーブ
2001年
第18回日本カーリング選手権（北海道 常呂町）：2位（河西建設）
2002年
ソルトレイクシティ冬季オリンピック（アメリカ ソルトレイクシティ）:8位 - リザーブ
第19回日本カーリング選手権（北海道 常呂町）：2位（河西建設）
第12回パシフィック選手権（ニュージーランド クイーンズタウン）：優勝 - リード
2003年
第20回日本カーリング選手権（長野県 軽井沢町）：優勝 （河西建設）
第25回世界女子カーリング選手権（カナダ ウィニペグ）:10位 - リード
第13回パシフィック選手権（青森県 青森市）：優勝 - リード
2004年
第21回日本カーリング選手権（北海道 妹背牛町）：3位 （河西建設）
第26回世界女子カーリング選手権（スウェーデン イエブレ）:7位 - リード
2007年
第17回パシフィックカーリング選手権（中国 北京）：2位 - リード
2008年
第25回日本カーリング選手権： 優勝 （チーム青森）
軽井沢国際カーリング選手権大会2008（長野県 軽井沢町）： 準優勝
第30回世界女子カーリング選手権（カナダ ヴァーノン）： 4位
2010年
2010年バンクーバー冬季オリンピック：8位
第27回日本カーリング選手権： 優勝 （チーム青森）
第32回世界女子カーリング選手権（カナダ スウィフトカレント）： 11位
第20回パシフィックカーリング選手権（韓国 慶尚北道義城郡）：3位 - リード
2011年
第28回日本カーリング選手権 準優勝 （チーム青森）
2012年
第29回日本カーリング選手権 3位 （チーム青森）
2015年
パシフィックアジアカーリング選手権2015（カザフスタン アルマトイ）：優勝 ｰ リザーブ
2022年
北京オリンピック：準優勝 ｰ リザーブ（ロコ・ソラーレ）
第39回日本カーリング選手権大会：優勝 ｰ リザーブ（ロコ・ソラーレ）
2022年パンコンチネンタルカーリング選手権： 優勝（リザーブ／ロコ・ソラーレ）
2023年
2023年カナディアン・オープン：優勝 ｰ リザーブ（ロコ・ソラーレ）
第40回日本カーリング選手権：優勝 ｰ リザーブ（ロコ・ソラーレ）
2024年
第41回日本カーリング選手権：4位 ｰ リザーブ（ロコ・ソラーレ）

## 出演

### CM
- SUNTORY - BOSS贅沢微糖（2010年）

### TV解説
- NHKBS1 - 2016年世界女子カーリング選手権大会（開催地：カナダ・アイプレックス）
- NHKBS1 - カーリング ピョンチャンオリンピック女子日本代表決定戦 【2017.09.08-09.10】（開催地：北海道北見市）
- ジャパンコンソーシアム - 2018年平昌オリンピック女子
- NHK BS-カーリング日本選手権2025 女子・1次リーグ ロコソラーレVS北海道銀行【2025.02.02】(神奈川県横浜市)
- NHK BS-カーリング日本選手権2025 女子決勝　フォルティウスVS北海道銀行【2025.02.09】(神奈川県横浜市)
- ABEMA-グランドスラムオブカーリング プレーヤーズチャンピオンシップ【2025.04.08 - 04.13】
  - ロコソラーレVS Seungyon Ha（韓国）
  - ロコソラーレVS 北海道銀行
  - ロコソラーレVS Eun ji Gim（韓国）

（開催地：カナダ・トロント）